# Лютик пузырчатый
Лю́тик пузы́рчатый (лат. Ranúnculus bullatus) — травянистое растение семейства Лютиковые, вид рода Лютик.

## Ботаническое описание
Многолетнее травянистое растение высотой до 5–20 см. Стебли имеют мягкие волоски, но без листьев.
Листья все базальные, расположены близко к земле и обычно стелющиеся. Листовая пластинка простая, яйцевидная, более или менее изогнутая кверху, крупнозазубренная или зубчатая, с нижней стороны волосистая.
Соцветие содержит только один или два цветка. Гермафродитные цветки радиально-симметричные, пятилепестковые с двойным околоцветником. Пять зеленоватых чашелистиков волосистые. В основном пять или шесть, редко до десяти жёлтых лепестков имеют «нектарные карманы» у основания и имеют длину от 7 до 14 мм. На цилиндрическом цветоложе расположено несколько свободных коротких карпелл и множество коротких тычинок.
Плоды — гладкие семянки без паппуса, яйцевидные, вздутые и короткоклювые, длиной около 1 мм.
Период цветения длится с сентября по февраль. Части растения считаются ядовитыми.
Число хромосом 2n = 16.

## Распространение
Произрастает в Средиземноморском регионе в скалистых местах, в гаригах, на высоте до 900 метров над уровнем моря.

## Систематика
Впервые вид Ranunculus bullatus был научно описан в 1753 году Карлом Линнеем в Species Plantarum.
В зависимости от автора, выделяют около двух подвидов:
- Ranunculus bullatus subsp. bullatus — встречается в Марокко, Алжире, Тунисе, Испании, на Балеарских островах, Корсике, Крите и в Греции.
- Ranunculus bullatus subsp. cytheraeus (Halácsy) Vierh. (syn.: Ranunculus cytheraeus (Halácsy) Baldini) — встречается в Греции, на Крите, на островах в Эгейском море, на Кипре, в Ливии и в Турции.